# گکوهای سبز
گکوهای سبز (نام علمی: Naultinus) نام یک سرده از خانواده دوگانه‌انگشتان است.